# Gauda (rei)
Gauda foi um rei da Numídia, que reinou de 105 a.C. a 88 a.C. Ele era filho de Mastanabal e neto de Masinissa. Gauda também era meio-irmão de Jugurta. Ele era o pai de Hiempsal II e o avô de Juba I.